# Co-Counselling
Co-Counselling (im US-amerikanischen Englisch: co-counseling) ist ein Selbsthilfeverfahren, das in der Regel in Form von Selbsthilfegruppen stattfindet. In einer kurzen Vermittlung (in der Regel zwei Wochenenden) werden die Grundlagen erlernt, mit denen die Nutzer des Co-Counselling befähigt werden sollen, sich gegenseitig in Sitzungen zu unterstützen, ihren inneren Ratgeber kennenzulernen und zu stärken. Neben den beiden großen Organisationen Re-evaluation Counseling (RC), mit Sitz in Seattle, USA, und Co-Counselling International (CCI) wird die Praxis des Co-Counselling auch von anderen Organisationen oder Bewegungen angeboten, in Deutschland beispielsweise als Bestandteile der Selbsthilfe-Gruppentherapien FORT, MRT und  Trans*Inter-Gruppen nach dem Konzept der Radikalen Therapie.
Die psychologische Theorie, auf der Co-Counselling basiert, besagt im Wesentlichen, dass Menschen zwar ungesunde Verhaltensmuster entwickelten, gleichwohl aber das Potential in sich trügen, diese zu durchbrechen. Kinder verlören im Laufe ihrer Sozialisation ihre Fähigkeit zu spontanen Gefühlsäußerungen. Konflikte könnten dadurch nicht mehr angemessen bewältigt werden und sich festfressen.
In der Regel finden Co-Counselling-Sitzungen zu zweit oder zu dritt statt. Eine Person arbeitet, während die anderen unterstützen. Anschließend wird nach einer genau festgelegten Zeit gewechselt, so dass jede Person gleich viel Aufmerksamkeit für ihre Arbeit bekommt. Zusätzlich bestehen Angebote von Co-Counselling-Initiativen für Gruppentreffen, Supervision und Vertiefungen der Arbeit.
In Co-Counselling-Sitzungen wird trainiert, Gefühle zu zeigen, sie herauszulassen, was beinhaltet, dass die arbeitende Person mitunter hemmungslos weint, laut schreit, auf Matratzen einschlägt oder lacht. Dieses Entlasten könne katharsische Wirkungen haben, womit gemeint ist, dass fortan Verhaltensmuster nicht mehr ausgeübt würden. Die unterstützende Person gibt keine Ratschläge, sondern hilft der arbeitenden Person nur sehr vorsichtig dabei, in ihre Gefühle hineinzugehen.
Ein weiteres Ziel des Co-Counseling ist es, Situationen zu klären oder „Neubewertungen“ zu erreichen, d. h. ein besseres Verständnis oder eine andere kognitive Bewertung eines Problems.
Co-Counselling wurde 1957 durch den US-Amerikaner Harvey Jackins gegründet.
Anfang der 1970er Jahre kam es zum Schisma. Von der Re-evaluation Counseling (RC) spalteten sich einzelne Co-Counselling-Gruppen ab, welche – vor allem durch die Arbeit des britischen Psychologen John Heron – das Co-Counselling International (CCI) aufbauten. Das eher hierarchisch organisierte RC-Counselling besitzt ein sehr politisches Selbstverständnis, knüpft an feministische und marxistische Theorien an und treibt entsprechend die Gründung von Gruppen zur Selbstbefreiung voran. Das CCI hingegen legt einen größeren Wert auf Offenheit für eine Vielzahl von therapeutischen Methoden, ist eher spirituell orientiert, aber weniger politisch engagiert.
Techniken aus dem Co-Counselling sind auch ein wesentliches Element der Radikalen Therapie (MRT, FORT).